# Кубок Камбоджі з футболу 2021
Кубок Камбоджі з футболу 2021 — 15-й розіграш кубкового футбольного турніру у Камбоджі. Титул володаря кубка вдруге поспіль здобула Вісаха.

## Календар
| Раунд               | Дата                       | Матчі | Клуби   |
| ------------------- | -------------------------- | ----- | ------- |
| Регіональний раунд  | 16 лютого - 23 жовтня 2021 |       | 34 → 16 |
| 1/8 фіналу          | 9-10 листопада 2021        | 8     | 16 → 8  |
| 1/4 фіналу          | 16 листопада 2021          | 4     | 8 → 4   |
| 1/2 фіналу          | 22 листопада 2021          | 2     | 4 → 2   |
| Матч за третє місце | 25 листопада 2021          | 1     |         |
| Фінал               | 25 листопада 2021          | 1     | 2 → 1   |

## 1/4 фіналу
| Команда 1         | Рахунок      | Команда 2                |
| ----------------- | ------------ | ------------------------ |
| 16 листопада 2021 |              |                          |
| Вісаха            | 6:0          | Азія Євро Юнайтед        |
| Нагаворлд         | 2:2 пен. 7:8 | Боунг Кет Ангкор         |
| Пномпень Краун    | 1:0          | Електрісіте ду Камброджа |
| Преах Кхан Річ    | 3:0          | Ангкор Тайгер            |

## 1/2 фіналу
| Команда 1         | Рахунок | Команда 2      |
| ----------------- | ------- | -------------- |
| 22 листопада 2021 |         |                |
| Боунг Кет Ангкор  | 1:2     | Вісаха         |
| Преах Кхан Річ    | 3:2     | Пномпень Краун |

## Матч за третє місце
| Команда 1         | Рахунок | Команда 2      |
| ----------------- | ------- | -------------- |
| 25 листопада 2021 |         |                |
| Боунг Кет Ангкор  | 2:0     | Пномпень Краун |

## Фінал
| 25 листопада 2021 10:00 (EEST) |

| Вісаха                                                       | 2:2      | Преах Кхан Річ                                              |
| ------------------------------------------------------------ | -------- | ----------------------------------------------------------- |
| Вул Тола 71' Оук Сованн 105+1'                               | Протокол | Прак Моні Удом 53' Чоу Сінті 100'                           |
|                                                              | Пенальті |                                                             |
| Тіт Діна · Ен Вікчай · Сін Софанат · Ін Содавід · Оук Сованн | 5:4      | Соуй Вісал · Сарет Кріа · Ін Пісі · Соун Сован · Трай Вічет |

| РСН Стедіум, Пномпень Глядачів: 5 000 Арбітр: Оусейха Хін |